# Association canadienne du Sport collégial
Pour les articles homonymes, voir ACSC et CCAA.
L'Association canadienne du Sport collégial ou ACSC (anglais : Canadian Collegiate Athletic Association ou CCAA) est le comité-directeur du deuxième niveau qui gouverne les sports universitaires canadiens.

## Organisation
Fondée en 1974, l'ACSC regroupe essentiellement des petits collèges, des petites universités, des instituts techniques et des cégeps. Elle est comprise par cinq conférences-membres:
- Pacific Western Athletic Association (PWAA; aussi connue comme «PacWest»);
- Alberta Colleges Athletic Conference (ACAC; avec un membre saskatchewanais);
- Ontario Colleges Athletic Association (OCAA);
- Réseau du sport étudiant du Québec (RSÉQ);
- Association atlantique du Sport collégial (AASC).

De nombreux universités canadiennes sont membres des deux de l'U Sports et de l'ACSC.

## Membres

### PacWest
| Institution                       | Surnom    | Lieu                                                              |
| --------------------------------- | --------- | ----------------------------------------------------------------- |
| Collège Camosun                   | Rams      | Saanich, CB                                                       |
| Université Capilano               | Blues     | North Vancouver, CB                                               |
| Collège des Rocheuses             | Avalanche | Cranbrook, CB                                                     |
| Columbia Bible College            | Bearcats  | Abbotsford, CB                                                    |
| Collège Douglas                   | Royals    | New Westminster / Coquitlam, CB                                   |
| Université polytechnique Kwantlen | Eagles    | Surrey / Richmond / Langley, CB                                   |
| Collège Langara                   | Falcons   | Vancouver, CB                                                     |
| Université Quest                  | Kermodes  | Squamish, CB                                                      |
| UCB Okanagan                      | Heat      | Kelowna, CB                                                       |
| Université de la Vallée de Fraser | Cascades  | Abbotsford, CB                                                    |
| Université de l'Île de Vancouver  | Mariners  | Nanaïmo / Powell River / Duncan / Parksville / Qualicum Beach, CB |

### ACAC
| Institution                                  | Surnom                                                | Lieu                                      |
| -------------------------------------------- | ----------------------------------------------------- | ----------------------------------------- |
| Université Ambrose                           | Lions                                                 | Calgary, AB                               |
| Collège Briercrest                           | Clippers                                              | Caronport, SK                             |
| Université Concordia à Edmonton              | Thunder                                               | Edmonton, AB                              |
| Collège régional de la Grande Prairie        | Wolves                                                | Grande Prairie / Fairview, AB             |
| Collège Keyano                               | Huskies                                               | Fort McMurray, AB                         |
| King's University                            | Eagles                                                | Edmonton, AB                              |
| Collège Lakeland                             | Rustlers                                              | Vermilion / Lloÿdminster, AB              |
| Collège Lethbridge                           | Kodiaks                                               | Lethbridge, AB                            |
| Université MacEwan                           | Griffins                                              | Edmonton, Alberta                         |
| Collège Medicine Hat                         | Rattlers                                              | Medicine Hat, AB                          |
| Institut de technologie de l'Alberta du nord | Ooks                                                  | Edmonton, AB                              |
| Collège Olds                                 | Broncos                                               | Olds, AB                                  |
| Collège Portage                              | Voyageurs                                             | Cold Lake / Saint-Paul / Lac la Biche, AB |
| Collège Red Deer                             | Kings (équipes masculines) Queens (équipes féminines) | Red Deer, AB                              |
| Institut de technologie de l'Alberta du sud  | Trojans                                               | Calgary, AB                               |
| Université St.-Mary's                        | Lightning                                             | Calgary, AB                               |
| Université de l'Alberta à Augustana          | Vikings                                               | Camrose, Alberta                          |

### OCAA
| Institution                            | Surnom        | Lieu                                  |
| -------------------------------------- | ------------- | ------------------------------------- |
| Collège Algonquin                      | Thunder       | Ottawa / Pembroke / Perth, ON         |
| Collège Cambrian                       | Golden Shield | Grand Sudbury, ON                     |
| Collège Centennial                     | Colts         | Toronto, ON                           |
| Collège Conestoga                      | Condors       | Kitchener, ON                         |
| Collège Durham                         | Lords         | Oshawa / Whitby, ON                   |
| Collège Fleming                        | Knights       | Peterborough / Lindsay, Ontario       |
| Collège Georgian                       | Grizzlies     | Barrie, Ontario                       |
| Université de Lakehead à Orillia       | Thunderwolves | Orillia, ON                           |
| Université Wilfrid-Laurier à Brantford | Golden Hawks  | Brantford, ON                         |
| Collège Mohawk                         | Mountaineers  | Hamilton, ON                          |
| Collège universitaire Redeemer         | Royals        | Ancaster, ON                          |
| Collège Saint-Lawrence à Brockville    | Schooners     | Brockville, ON                        |
| Collège Saint-Lawrence à Cornwall      | Sharks        | Cornwall, ON                          |
| Collège Saint-Lawrence à Kingston      | Vikings       | Kingston, ON                          |
| Collège Seneca                         | Sting         | Toronto, ON                           |
| Université de Trent                    | Excalibur     | Peterborough / Oshawa, ON             |
| Collège Boréal                         | Vipères       | Sudbury, ON                           |
| Collège Canadore                       | Panthers      | North Bay, ON                         |
| Collège La Cité                        | Coyotes       | Toronto, ON                           |
| Collège Confederation                  | Thunderhawks  | Thunder Bay, ON                       |
| Collège Fanshawe                       | Falcons       | London, ON                            |
| Collège George Brown                   | Huskies       | Toronto, ON                           |
| Collège Humber                         | Hawks         | Toronto, ON                           |
| Collège Lambton                        | Lions         | Sarnia, ON                            |
| Collège loyaliste                      | Lancers       | Belleville, ON                        |
| Collège Niagara                        | Knights       | Welland, ON                           |
| Collège St.-Clair                      | Saints        | Windsor, ON                           |
| Collège Sault                          | Cougars       | Sault-Ste.-Marie, ON                  |
| Collège Sheridan                       | Bruins        | Brampton / Oakville / Mississauga, ON |
| Université de Toronto à Mississauga    | Eagles        | Mississauga, ON                       |

### RSÉQ
| Institution                                | Surnom      | Lieu                         |
| ------------------------------------------ | ----------- | ---------------------------- |
| Cégep André-Laurendeau                     | Boomerang   | La Salle, QC                 |
| Collège de Bois-de-Boulogne                | Cavaliers   | Montréal, QC                 |
| Collège régional Champlain St. Lawrence    | Lions       | Québec, QC                   |
| Cégep de l'Abitibi-Témiscamingue           | Astrelles   | Rouyn-Noranda, QC            |
| Cégep de l'Outaouais                       | Griffons    | Gatineau, QC                 |
| Cégep de Saint-Jérôme                      | Cheminots   | Saint-Jérôme, QC             |
| Cégep de Sainte-Foy                        | Dynamiques  | Québec, QC                   |
| Cégep de Sherbrooke                        | Volontaires | Sherbrooke, QC               |
| Cégep de Sorel-Tracy                       | Rebelles    | Sorel-Tracy, QC              |
| Cégep de Trois-Rivières                    | Diablos     | Trois-Rivières, QC           |
| Cégep de Victoriaville                     | Vulkins     | Victoriaville, QC            |
| Cégep Édouard-Montpetit                    | Lynx        | Longueuil, QC                |
| Cégep Garneau                              | Élans       | Québec, QC                   |
| Cégep Limoilou                             | Titans      | Québec, QC                   |
| Cégep Saint-Jean-sur-Richelieu             | Géants      | Saint-Jean-sur-Richelieu, QC |
| Collège régional Champlain à Lennoxville   | Cougars     | Sherbrooke, QC               |
| Collège régional Champlain à Saint-Lambert | Cavaliers   | Saint-Lambert, QC            |
| Collège Ahuntsic                           | Indien[ne]s | Montréal, QC                 |
| Collège Jean-de-Brébeuf                    | Dynamiques  | Montréal, QC                 |
| Collège Lionel-Groulx                      | Nordiques   | Sainte-Thérèse, QC           |
| Collège de Maisonneuve                     | Vikings     | Montréal, QC                 |
| Collège Montmorency                        | Nomades     | Laval, QC                    |
| Collège Nouvelles Frontières               | Arsenal     | Gatineau, QC                 |
| Collège Dawson                             | Blues       | Westmount, QC                |
| Collège John Abbott                        | Islanders   | Sainte-Anne-de-Bellevue, QC  |
| Collège Marianopolis                       | Demons      | Westmount, QC                |
| Collège Vanier                             | Cheetahs    | Montréal, QC                 |

### AASC
| Institution                                   | Surnom       | Lieu                   |
| --------------------------------------------- | ------------ | ---------------------- |
| Université Crandall                           | Chargers     | Moncton, NB            |
| Campus de l'Agriculture, Université Dalhousie | Rams         | Bible Hill, NÉ         |
| Collège Holland                               | Hurricanes   | Charlottetown, ÎPÉ     |
| Université Mount Allison                      | Mounties     | Sackville, NB          |
| Université Mount Saint Vincent                | Mystics      | Halifax, NÉ            |
| Université du Nouveau-Brunswick à Fredericton | Varsity Reds | Fredericton, NB        |
| Université du Nouveau-Brunswick à Saint-Jean  | Seawolves    | Saint-Jean, NB         |
| Université Saint-Thomas                       | Tommies      | Fredericton, NB        |
| Université Sainte-Anne                        | Dragons      | Pointe-de-l'Église, NÉ |
| Université de King's College                  | Blue Devils  | Halifax, NÉ            |

## Sports
L'ACSC accueillit les championnats nationaux de ces sports:
- Badminton
- Basket-ball
- Curling
- Cross-country
- Football
- Golf
- Volley-ball

## Histoire
En 1971, des collèges à la Colombie-Britannique, à l'Alberta, à la Saskatchewan et au Manitoba ont commencé à organiser un championnat sportif collégial du Canada de l'ouest. En 1972, des collèges à l'Ontario et au Québec ont commencé à organiser leurs propres championnats provinciales.
En 1972, les fondateurs de l'ACSC ont retrouvé les administrateurs de l'Union sportive interuniversitaire canadienne (le prédécesseur de l'U Sports) à Québec. Ils ont discuté la possibilité d'établir une nouvelle association du sport collégial pour les petits collèges canadiens. Un comité de pilotage fut fondé après le rencontre et Don Stouffer fut devenu le chef du comité. En 1974, l'ACSC fut créée par la fusion des championnats sportifs collégiaux du Canada de l'ouest, de l'Ontario et du Québec. En plus, l'ACSC a aussi créé une nouvelle conférence de la Nouvelle-Écosse. Après que Sports Canada a reconnu l'ACSC, l'ACSC et l'USIC sont parvenus à un accord d'aide mutuelle et d'échange d'enseignements.